# Studio Schmitt
Studio Schmitt war eine Late-Night-Show, die von April 2021 bis Juni 2023 auf ZDFneo gesendet wurde. Moderator der Sendung war Tommi Schmitt.

## Ablauf der Sendung
Bis 2023 startete die Sendung mit dem Intro und einem Stand-up von Tommi Schmitt, in dem er auf aktuelle Themen eingeht. Daraufhin folgten Einspieler und andere Late-Night-Show Inhalte.
Seit Staffel 5 verzichtete die Sendung auf diesen ersten Abschnitt und startete die Sendung meist mit einem Einspielfilm als Opener und direkt mit dem Gast. Nach der Begrüßung folgten Schnelle Fragen im Stehen und daraufhin der Talk mit dem Studiogast. Zwischendurch gab es Einspieler und am Ende meistens ein Spiel genauso wie in den Staffeln davor. Dieser Teil besaß keinen festen Ablauf. In manchen Sendungen gab es am Ende einen musikalischen Auftritt.
Die einzelnen Beiträge und Spiele wurden in der ZDFmediathek und bei YouTube veröffentlicht.

## Hintergrund
Im Januar 2021 kündigte ZDFneo eine neue wöchentliche Late-Night-Show mit Tommi Schmitt für Frühjahr 2021 an. Ende Februar wurde schließlich bekannt, dass ab dem 8. April 2021 die Late-Night-Show mit dem Titel Studio Schmitt donnerstags um 22:10 Uhr auf ZDFneo ausgestrahlt wird. Eine Woche vor der Ausstrahlung der Premierensendung wurde auf ZDFneo und im Internet ein kurzer Trailer veröffentlicht, in dem Tommi Schmitt seine neue Show ankündigt.
Ende August 2021 wurde dann die Sendung verlängert um eine zweite Staffel mit 16 weiteren Folgen.
Die fünfte Staffel wurde seit dem 2. März 2023 ausgestrahlt und endete mit der Sendung zum 1. Juni 2023.

## Draußen mit Tommi Schmitt
Draußen mit Tommi Schmitt wurde in der Sommerpause 2022 von Studio Schmitt gesendet. In der Sendung verbringt Tommi Schmitt einen Tag mit einem Gast.
- Episodenliste
  - Folge 1 (13. August 2022): Andrea Petković
  - Folge 2 (20. August 2022): Marie-Agnes Strack-Zimmermann
  - Folge 3 (27. August 2022): Martin Suter
  - Folge 4 (3. September 2022): Bruce Darnell

## Zusammenfassung der einzelnen Folgen
| Nr. (ges) | Nr. (St.) | Erstausstrahlung | Studiogäste                 | Musikalische Auftritte | Besondere Showinhalte |
| --------- | --------- | ---------------- | --------------------------- | ---------------------- | --- |
| 1         | 1         | 8. Apr. 2021     | Sabine Rückert              | –                      | Das gaga Kompositum der Woche, frontal Lappen 21, We need to talk about. Zeit mit Kurt Prödel, True / Fake Crime                                                   |
| 2         | 2         | 15. Apr. 2021    | Henning May                 | Henning May – Tommi    | Das gaga Kompositum der Woche, Pitch mal was mit Frank Thelen, We need to talk about. Musik mit Kurt Prödel                                                        |
| 3         | 3         | 22. Apr. 2021    | Sophie Passmann             | –                      | Smalltalk während Corona mit Benjamin von Stuckrad-Barre, We need to talk about. Bücher mit Kurt Prödel, LiteRaten                                                 |
| 4         | 4         | 29. Apr. 2021    | Insa Thiele-Eich            | –                      | Das gaga Kompositum der Woche, Studio Schmitt Infos mit Mona Ameziane & Tommi Schmitt, We need to talk about. Universum mit Kurt Prödel, Das steht in den Sternen  |
| 5         | 5         | 6. Mai 2021      | Shary Reeves, Leon Goretzka | –                      | Das gaga Kompositum der Woche, After Corona Knigge, We need to talk about. Fußball mit Kurt Prödel                                                                 |
| 6         | 6         | 20. Mai 2021     | Leon Windscheid             | –                      | Das gaga Kompositum der Woche, Schmittvestigativ, We need to talk about. Gefühle mit Kurt Prödel                                                                   |
| 7         | 7         | 27. Mai 2021     | Constantin Schreiber        | –                      | Das gaga Kompositum der Woche, Studio Schmitt Infos mit Mona Ameziane & Tommi Schmitt, We need to talk about. Journalismus mit Kurt Prödel, nachrichtenvresprecher |
| 8         | 8         | 10. Juni 2021    | Frank Thelen                | –                      | Das gaga Kompositum der Woche, Detektei Schmitt, We need to talk about. Geld mit Kurt Prödel, Capital Ja mit Tarkan Bagci                                          |

| Nr. (ges) | Nr. (St.) | Erstausstrahlung | Studiogäste                 | Musikalische Auftritte | Besondere Showinhalte |
| --------- | --------- | ---------------- | --------------------------- | ---------------------- | --- |
| 9         | 1         | 26. Aug. 2021    | Jochen Breyer               | -                      | Impf-(M)alle Hits mit Mickie Krause, Das gaga Kompositum der Woche, Post von Schröder, We need to talk about. Fernsehen mit Kurt Prödel                                                                                  |
| 10        | 2         | 3. Sep. 2021     | Hazel Brugger               | -                      | Schmittvestigativ, We need to talk about. Humor mit Kurt Prödel, Aber Warum? mit Tarkan Bagci |
| 11        | 3         | 9. Sep. 2021     | Moritz Tschermak            | -                      | Studio Schmitt Werbung, frontal Lappen 21 e-autos?, We need to talk about. Boulevard mit Kurt Prödel, Gaga Kompositum Das Sinnlos-Spiel mit Salwa Houmsi                                                                 |
| 12        | 4         | 16. Sep. 2021    | Bill Kaulitz                | -                      | Das gaga Kompositum der Woche, We need to talk about. Promis mit Kurt Prödel, Das Torsten-Sträter-Erzählt-Songinhalte-so-wie-er-sonst-auf-der-Bühne-Sachen-erzählt-und-Bill-und-Tommi-müssen-den-Song-dann-erraten-Spiel |
| 13        | 5         | 23. Sep. 2021    | Benjamin von Stuckrad-Barre | -                      | Tommi goes TikTok, We need to talk about. Berlin mit Kurt Prödel, Butaw.art |
| 14        | 6         | 30. Sep. 2021    | Louis Klamroth              | -                      | Muttis Vergnügen, Studio Schmitt Infos mit Mona Ameziane & Tommi Schmitt, We need to talk about. Politik mit Kurt Prödel, Tabutawa                                                                                       |
| 15        | 7         | 7. Okt. 2021     | Bastian Pastewka            | -                      | Tommberg, #twittervogel, We need to talk about. Bastian Pastewka mit Kurt Prödel, Mut zur Brücke |
| 16        | 8         | 14. Okt. 2021    | Ina Müller                  | Alli Neumann – Frei    | Der Show-Pitch, Aftershow-Party mit Pierre M. Krause, We need to talk about. Ina Müller mit Kurt Prödel |
| 17        | 9         | 21. Okt. 2021    | Karl Lauterbach             | -                      | Detektei Schmitt, We need to talk about. Karl Lauterbach mit Kurt Prödel, Wahrheit oder Pflicht?s |
| 18        | 10        | 28. Okt. 2021    | Turid Knaak                 | -                      | Espressoschau Bravo, #Starschmitt, We need to talk about. Turid Knaak mit Kurt Prödel, Politikicker mit Christoph Kramer                                                                                                 |
| 19        | 11        | 4. Nov. 2021     | Dennis und Benjamin Wolter  | -                      | How to Wetten dass..?, We need to talk about. Dennis und Benjamin Wolter mit Kurt Prödel, Spiel mir das Lied vom Dings                                                                                                   |
| 20        | 12        | 11. Nov. 2021    | Samira El Ouassil           | -                      | Studio Schmitt Werbung, Schauspielunterricht mit Lena Kupke, We need to talk about. Samira El Ouassil mit Kurt Prödel, Frame Game mit Mona Ameziane                                                                      |
| 21        | 13        | 18. Nov. 2021    | Mai Thi Nguyen-Kim          | -                      | We need to talk about. Impfen mit Mai Thi Nguyen-Kim, Studio Schmitt Infos mit Mona Ameziane & Tommi Schmitt, We need to talk about. Mai Thi Nguyen-Kim mit Kurt Prödel, Aber Warum? mit Tarkan Bagci                    |
| 22        | 14        | 25. Nov. 2021    | Nina Chuba                  | Nina Chuba – Neben mir | Promi Schmitt, frontal Lappen fleisch?, We need to talk about. Nina Chuba mit Kurt Prödel |
| 23        | 15        | 2. Dez. 2021     | Christoph Kramer            | -                      | How to Internet, Das Gaga Advents-Sex-Gedicht, We need to talk about. Christoph Kramer mit Kurt Prödel, Tausendmal erzählt mit Nazan Eckes                                                                               |
| 24        | 16        | 9. Dez. 2021     | Atze Schröder               | -                      | #StarSchmitt in der BRAVO, We need to talk about. Atze Schröder mit Kurt Prödel, Reflektier-Song |

| Nr. (ges) | Nr. (St.) | Erstausstrahlung | Studiogäste                                           | Musikalische Auftritte                          | Besondere Showinhalte |
| --------- | --------- | ---------------- | ----------------------------------------------------- | ----------------------------------------------- | --- |
| 25        | 1         | 10. März 2022    | Samira El Ouassil, Dr. Leon Windscheid, Vassili Golod | -                                               | Wir müssen reden! Tommi Schmitt spricht mit seinen Gästen über die aktuelle Situation in der Ukraine.                       |
| 26        | 2         | 17. März 2022    | Motsi Mabuse                                          | -                                               | Kennt Amalie …?, We need to talk about. Studio Schmitt mit Kurt Prödel, Studio Schmitt Werbung                              |
| 27        | 3         | 24. März 2022    | Emil Belton, Oskar Belton, Bruno Alexander            | -                                               | Typisch Tommi, Gute Zeilen, schlechte Zeilen                                                                                |
| 28        | 4         | 31. März 2022    | Deniz Aytekin                                         | Malik Harris – Rockstars                        | Serienvorschau, Studio Schmitt Infos mit Mona Ameziane & Tommi Schmitt                                                      |
| 29        | 5         | 7. Apr. 2022     | Steven Gätjen                                         | -                                               | We need to talk about. Frühling mit Kurt Prödel, Die Studio Schmitt Digitalexperten mit Niklas und David, Swaplebrity       |
| 30        | 6         | 21. Apr. 2022    | Yasmine M’Barek                                       | Chuala – HouseNr.19, 2high                      | JU Sneaker, Typisch Tommi                                                                                                   |
| 31        | 7         | 28. Apr. 2022    | Micky Beisenherz                                      | -                                               | Dreckfrisch, Detektei Schmitt, Warum ham die eigentlich keinen Podcast?                                                     |
| 32        | 8         | 5. Mai 2022      | Christiane Stenger                                    | -                                               | Typisch Tommi, Aber Warum? mit Tarkan Bagci                                                                                 |
| 33        | 9         | 12. Mai 2022     | Kevin Trapp                                           | -                                               | Die Sacknähte auf Malle, Wem sein Kevin ist der einzigste Schlauste? mit Kevin Albrecht                                     |
| 34        | 10        | 19. Mai 2022     | Frauke Ludowig                                        | -                                               | Promi Schmitt, RTL Textclusive                                                                                              |
| 35        | 11        | 2. Juni 2022     | Lars Klingbeil                                        | -                                               | Sommertrends, bundesalltag                                                                                                  |
| 36        | 12        | 9. Juni 2022     | Ariana Baborie                                        | -                                               | Gregor auf dem Reiterhof mit Niklas und David, Studio Schmitt Infos mit Mona Ameziane & Tommi Schmitt, Politische Craptions |
| 37        | 13        | 23. Juni 2022    | Pierre M. Krause                                      | Roy Bianco & Die Abbrunzati Boys – Bella Napoli | Ralf Moeller und Tommi auf der FIBO, Das große Promi-Packen                                                                 |

| Nr. (ges) | Nr. (St.) | Erstausstrahlung | Studiogäste                                  | Musikalische Auftritte | Besondere Showinhalte                                                                                           |
| --------- | --------- | ---------------- | -------------------------------------------- | ---------------------- | --- |
| 38        | 1         | 22. Sep. 2022    | Kai Pflaume                                  | -                      | Das war, das Sommerloch, Wer Spielt denn sowas? mit Mona Ameziane                                               |
| 39        | 2         | 29. Sep. 2022    | Lorena Rae                                   | -                      | Diepholz & Gabbana mit Gregor Ryl                                                                               |
| 40        | 3         | 6. Okt. 2022     | Sebastian Pufpaff                            | -                      | Mein Moderator kann mit Mona Ameziane                                                                           |
| 41        | 4         | 13. Okt. 2022    | Riccardo Simonetti                           | -                      | Politische Craptions mit Aminata Belli                                                                          |
| 42        | 5         | 20. Okt. 2022    | Johannes B. Kerner                           | Elif – Roses           | die Besten Momente von Johannes B. Kerner bei Studio Schmitt, Die TV- und Streaming-Krise mit Niklas van Lipzig |
| 43        | 6         | 27. Okt. 2022    | Paulina Krasa und Laura Wohlers von Mordlust | -                      | Killer oder The Killers? mit Gregor Ryl                                                                         |
| 44        | 7         | 3. Nov. 2022     | Annette Frier                                | -                      | Studio Schmitt Lachrichten                                                                                      |
| 45        | 8         | 10. Nov. 2022    | Sara Nuru                                    | -                      | Die Hölle der Löwen                                                                                             |
| 46        | 9         | 17. Nov. 2022    | Palina Rojinski                              | -                      | Die Schlagerscharade der Popmusik mit Marti Fischer                                                             |
| 47        | 10        | 24. Nov. 2022    | Joko Winterscheidt                           | -                      | Joko & Tommi gegen ZDFneo mit Lena Cassel                                                                       |
| 48        | 11        | 1. Dez. 2022     | Robin Gosens                                 | Schmyt – Höhenangst    | Torwandschießen                                                                                                 |
| 49        | 12        | 8. Dez. 2022     | Leon Windscheid                              | -                      | Das Gaga Advents-Sex-Gedicht, Angst Experiment, Das Studio Schmitt Weihnachts Bilder-Rätsel                     |

| Nr. (ges) | Nr. (St.) | Erstausstrahlung | Studiogäste                     | Musikalische Auftritte                                     | Besondere Showinhalte |
| --------- | --------- | ---------------- | ------------------------------- | ---------------------------------------------------------- | --- |
| 50        | 1         | 2. März 2023     | Felix Lobrecht, Levy Rico Arcos | -                                                          | Ansprache des Bundeskanzlers Olaf Scholz, Tommis Koffer, Der Inoffizielle Ehren-Bachelor der Herzen für Felix Lobrecht, Gen-Z das? mit Lena Cassel |
| 51        | 2         | 9. März 2023     | Katrin Bauerfeind               | -                                                          | K-I-trin, Studio Schmitt Lachrichten |
| 52        | 3         | 16. März 2023    | Torsten Sträter                 | -                                                          | Batmobil, Scherzblatt |
| 53        | 4         | 23. März 2023    | Ingo Zamperoni                  | -                                                          | Singo Zamperoni, Mut zur Brücke |
| 54        | 5         | 30. März 2023    | Oliver Welke                    | Bläserensemble – Medley mehrerer ZDF-Sendungstitelmelodien | Fernsehgold, Gundula Gause als Überraschungsgast und Moderatorin für Mit dem Zweiten hört man besser                                               |
| 55        | 6         | 13. April 2023   | Esther Sedlaczek                | -                                                          | Ulli Potofski als Überraschungsgast und Moderator für Das Studio Schmitt Sport Bilder-Rätsel                                                       |
| 56        | 7         | 20. April 2023   | Maximilian Mundt                | -                                                          | DIE Lampe, Das Studio Schmitt Tanztheater mit Julia Beautx                                                                                         |
| 57        | 8         | 27. April 2023   | Luisa Neubauer                  | -                                                          | Das Klima, Darf man das noch? |
| 58        | 9         | 4. Mai 2023      | Kelvyn Colt                     | Kelvyn Colt – Rage                                         | Crashkurs Deutschrap, Schlager oder Rap? mit Friedrich Liechtenstein                                                                               |
| 59        | 10        | 11. Mai 2023     | Steffen Baumgart                | -                                                          | Fußballerraten, Torwandschießen |
| 60        | 11        | 25. Mai 2023     | Sebastian Fitzek                | Jeremias – Wir haben den Winter überlebt                   | Das Albtraumschiff, Das Studio Schmitt Crime Bilder-Rätsel mit Sarah Mangione                                                                      |
| 61        | 12        | 1. Juni 2023     | Jorge González                  | -                                                          | Jorge ein guter Gast?, Wer kann was? |

## Rezeption

### Einschaltquoten
| Folge     | Datum            | Zuschauer | Zuschauer       | Marktanteil | Marktanteil     | Quellen     |
| Folge     | Datum            | Gesamt    | 14 bis 49 Jahre | Gesamt      | 14 bis 49 Jahre | Quellen     |
| Staffel 1 | Staffel 1        | Staffel 1 | Staffel 1       | Staffel 1   | Staffel 1       | Staffel 1   |
| --------- | ---------------- | --------- | --------------- | ----------- | --------------- | ----------- |
| 1         | 8. April 2021    | 0,38 Mio. | 0,23 Mio.       | 1,6 %       | 3,3 %           | [ 6 ]       |
| 2         | 15. April 2021   | 0,30 Mio. | -               | -           | 2,5 %           | [ 7 ]       |
| 5         | 6. Mai 2021      | 0,24 Mio. | -               | 1,0 %       | 1,6 %           | [ 8 ] [ 9 ] |
| Staffel 2 |                  |           |                 |             |                 |             |
| 9         | 26. August 2021  | 0,20 Mio. | -               | 0,8 %       | 1,0 %           | [ 10 ]      |
| Staffel 3 |                  |           |                 |             |                 |             |
| 28        | 31. März 2022    | 0,31 Mio. | 0,19 Mio.       | 1,4 %       | 3,2 %           | [ 11 ]      |
| 33        | 12. Mai 2022     | 0,27 Mio. | -               | -           | 3,1 %           | [ 12 ]      |
| 41        | 13. Oktober 2022 | 0,15 Mio. | 0,10 Mio.       | 0,8 %       | 2,2 %           | [ 13 ]      |
| Staffel 5 |                  |           |                 |             |                 |             |
| 50        | 2. März 2023     | 0,40 Mio. | 0,25 Mio.       | 2,0 %       | 4,9 %           | [ 14 ]      |
| 52        | 16. März 2023    | 0,42 Mio. | 0,21 Mio.       | 2,1 %       | 4,4 %           | [ 15 ]      |
| 54        | 30. März 2023    | 0,35 Mio. | 0,12 Mio.       | 1,8 %       | 2,4 %           | [ 16 ]      |
| 60        | 25. Mai 2023     | 0,29 Mio. | 0,19 Mio.       | 1,5 %       | 4,0 %           | [ 17 ]      |

### Nominierungen
- 2021: Nominiert für den Deutschen Comedypreis in der Kategorie „Beste Comedyshow“

- 2021: Eyes & Ears Award[18] „Bester Vorspann Show, Entertainment & Comedy“ (Silber)